# Cervaro
Cervaro é uma comuna italiana da região do Lácio, província de Frosinone, com cerca de 7.065 habitantes. Estende-se por uma área de 39 km², tendo uma densidade populacional de 181 hab/km². Faz fronteira com Cassino, San Vittore del Lazio, Sant'Elia Fiumerapido, Vallerotonda, Viticuso.

## Demografia
| Variação demográfica do município entre 1861 e 2011                               |
|                                                                                   |
| Fonte: Istituto Nazionale di Statistica (ISTAT) - Elaboração gráfica da Wikipedia |